# マックスエアサービス
株式会社マックスエアサービス (Max Air Service Co., Ltd.) は、東京都に本社を置いていた旅行会社。
株式会社ワールドエンタープライとして1977年に設立され1985年に株式会社国際ホリディへ改称。その後現社名である株式会社マックスエアサービスへ改称。
中国の旅行会社中国国際体育旅遊公司より2006 FIFAワールドカップの観戦チケットを購入する予定であったがチケットが入手不可になったとしてツアーを中止。国土交通省によると1200人以上が申し込んだという。
同社はツアーに申し込んだ客に対し全額返還すると表明した。
その後、148枚のチケットを別ルートで入手したと発表した。
しかし、2006年7月18日に東京地方裁判所に自己破産を申し立て、地裁は即日、手続き開始を決定した。負債総額は約4億円。